# Плюмогат
Плюмога́т (фр. Plumaugat, брет. Pluvaelgad, галло Ploemaugat) — коммуна во Франции, находится в регионе Бретань. Департамент — Кот-д’Армор. Входит в состав кантона Брон. Округ коммуны — Динан.
Код INSEE коммуны — 22240.

## География
Коммуна расположена приблизительно в 350 км к западу от Парижа, в 45 км западнее Ренна, в 50 км к юго-востоку от Сен-Бриё.
14 % территории коммуны занимают леса.

## Население
Население коммуны на 2016 год составляло 1 083 человека.
| 1962 | 1968 | 1975 | 1982 | 1990 | 1999 | 2008 | 2016 |
| ---- | ---- | ---- | ---- | ---- | ---- | ---- | ---- |
| 1655 | 1518 | 1357 | 1229 | 1126 | 1004 | 1050 | 1083 |

## Администрация
| Период | Период | Фамилия         | Партия                        | Примечания               |
| ------ | ------ | --------------- | ----------------------------- | ------------------------ |
| 1977   | 1989   | Пьер де Меллон  |                               |                          |
| 1989   | 2001   | Жанна Майар     |                               |                          |
| 2001   | 2008   | Франсис Леруа   |                               |                          |
| 2008   |        | Микаэль Шевалье | Союз демократов и независимых | член совета департамента |

## Экономика
В 2007 году среди 569 человек в трудоспособном возрасте (15—64 лет) 412 были экономически активными, 157 — неактивными (показатель активности — 72,4 %, в 1999 году было 66,1 %). Из 412 активных работали 385 человек (231 мужчина и 154 женщины), безработных было 27 (12 мужчин и 15 женщин). Среди 157 неактивных 52 человека были учениками или студентами, 61 — пенсионерами, 44 были неактивными по другим причинам.

## Достопримечательности
- Замок Лозье, или Озье (XVII век). Исторический памятник с 1992 года[3]
- Феодальный мотт